# Солоновский
Солоновский — хутор в Верхнедонском районе Ростовской области.
Входит в состав Нижнебыковского сельского поселения.

## Население
| 1989 | 2002 | 2010 | 2017 |
| ---- | ---- | ---- | ---- |
| 137  | ↘82  | ↘47  | ↘40  |

## Улицы
На хуторе имеется одна улица: Солоновская.